# نیک زانگویل
نیک زانگویل (زاده ۲۷ اکتبر ۱۹۵۷) فیلسوف فرانسوی و استاد فلسفه دانشگاه هال است.او به خصوص به خاطر تخصص و نظریاتش در حوزه زیبایی‌شناسی به خصوص موسیقی و فلسفه هنر شناخته می‌شود.

## اندیشه
زانگویل موضع خودش در هنر را "فرمالیسم میانه‌رو" می‌خواند و در این چارچوب به آن ویژگی‌هایی اشاره دارد که "صرفاً به واسطه مشخصه‌های حسی یا فیزیکی تعریف می‌شوند تا جاییکه این ویژگی‌های فیزیکی ارتباطاتی با دیگر چیزها و زمان‌ها نباشند. فیلسوف و معمار دیگر برانکو میتروویچ فرمالیسم در هنر و معماری را در این چارچوب به عنوان "دکترینی تعریف کرده که می‌گوید کیفیات زیبایی شناسانه آثار هنری بصری از ویژگی‌های فضایی و بصری آن‌ها مشتق می‌شود.
در حوزه فلسفه موسیقی به عقیده او تجربه ما مستقیماً به درون ساختار صدا و ویژگی‌های زیبایی‌شناسانه‌اش وارد می‌شود و همین محتوی تجربه موسیقایی ما را شکل می‌دهد.

## ترجمه به فارسی
- احسان حنیف جستار زیبایی او را در کتاب نظریه های زیبایی شناسی به فارسی برگردانده و نشر فکرنو آن را منتشر ساخته است.

## آثار
- The Metaphysics of Beauty (Cornell UP, 2001)
- Aesthetic Creation (Oxford UP, 2007)
- Music and Aesthetic Reality: Formalism and the Limits of Description (Routledge, 2015)
- Scruton's Aesthetics (ed. , with Andy Hamilton) (Palgrave Macmillan, 2012)